# マイク・ベルナルド
マイク・ベルナルド（Mike Bernardo、1969年7月28日 - 2012年2月14日）は、南アフリカ共和国の元キックボクサー、元プロボクサー。西ケープ州ケープタウン出身。スティーブズジム所属。元WKAムエタイ世界スーパーヘビー級王者。元WAKO PROムエタイ世界スーパーヘビー級王者。
南アフリカ共和国・ケープタウン出身。18歳まで剛柔流空手を学んでおり、後にキックボクシングに転向。「南アフリカの剛腕」「南アフリカの大砲」などの異名を持った。ピーター・アーツ、アーネスト・ホースト、アンディ・フグと共に草創期のK-1四天王として君臨し、四天王やK-1デビュー前からのライバルであるジェロム・レ・バンナらと共にK-1の発展に大きく貢献した。
また、剃刀メーカーのCMなどを代表に、日本でも多くのテレビCMやバラエティ番組にも出演し、温厚で明るくサービス精神旺盛なキャラクターで、「ベルちゃん」の愛称で日本のファンからも親しまれた。

## 来歴

### 衝撃のK-1デビュー
1994年、ベルナルドの地元である南アフリカのケープタウンでのISKAフルコンタクト・インターコンチネンタルスーパーヘビー級王座戦で、ジェロム・レ・バンナと初対戦し、激闘の末に0-3の判定負け。しかし、この試合がお互いの持ち味が存分に発揮された名勝負であったために、K-1主催者から高く評価され、勝ったバンナはもちろん、負けたベルナルドもK-1に参戦することになった。
1995年3月3日、「K-1 GRAND PRIX '95」 で初来日。1回戦で優勝候補のアンディ・フグと対戦。1Rに先制のダウンを奪われるが、3Rに番狂わせの逆転KO勝ちを収めて一躍脚光を浴びる。
5月4日、「K-1 GRAND PRIX '95 決勝戦」では準々決勝でスタン・ザ・マンに右上段蹴りでKO勝ち。準決勝でジェロム・レ・バンナとのリベンジ戦が実現するが右ローキックでKO負け。K-1 GP初出場でベスト4入りを果たした。
9月3日、「K-1 REVENGE II」にてアンディ・フグと再戦し、またしても豪快なKO勝ちを収めてフグを返り討ちにして前回の勝利がフロックでないことを証明した。
12月9日、「K-1 HERCULES」にてK-1 GPを2連覇中の王者ピーター・アーツと初対戦し、右フックを浴びて1Rわずか40秒でKO負け。KOされた右フックがベルナルドの後頭部を直撃しており、反則であることをレフェリーに主張したが、故意ではなく一連の流れの中で当たったものとみなされ、秒殺KO負けした悔しさもあいまって人目をはばからず悔し涙を流した。

### トップスター入り
1996年3月10日、「K-1 GRAND PRIX '96 開幕戦」の1回戦ではジェフ・ルーファスにKO勝ち。
5月6日、「K-1 GRAND PRIX '96 決勝戦」の準々決勝にて、K-1史上最多連勝記録を更新中で、GP3連覇を狙う絶対王者ピーター・アーツと対戦。アーツを圧倒し、最後は左フック一撃で豪快なKO勝ちでリベンジを果たした。続く準決勝でムサシ（武蔵）に3-0の判定勝ち。決勝でアンディ・フグと対戦し、ローキックとフグ・トルネードでダウンを奪われてKO負けし、惜しくも準優勝に終わる。
9月1日、「K-1 REVENGE '96」でピーター・アーツと再戦。アーツの蹴りがローブローとなってベルナルドが試合続行不可能となり、反則勝ちとなった。
10月8日、「K-1 STAR WARS '96」で決着を着けるべく、ピーター・アーツと再戦。先制のダウンを奪われるが、その後に猛反撃し、3RKO勝ち。
1997年3月16日、「K-1 KINGS '97」で佐竹雅昭と対戦し、2RKO勝ち。
4月9日、「K-1 BRAVES '97」でアーネスト・ホーストと対戦し、ダウンを奪うが、ホーストの巧みなコンビネーションの前に沈み、4R逆転KO負け。なお、ホーストは自身の生涯ベストバウトにこの試合を挙げている。
6月7日、アンディ・フグの母国スイスで開催された「K-1 FIGHT NIGHT '97 〜THE DECISION〜」にて、フグの持つWKAムエタイ世界スーパーヘビー級王座に挑戦し、ダウンを奪いながらも巧みな戦術のフグを倒しきれずに判定負け。
11月9日、「K-1 GRAND PRIX '97 決勝戦」の準々決勝でピーター・アーツと対戦し、右ボディストレートで2度のダウンを奪われて3RKO負け。
1998年4月9日、「K-1 KINGS '98」でWAKO-PRO世界ムエタイスーパーヘビー級王者ゴードン・マイナーズに挑戦し、2RKO勝ちで同王座を獲得。自身のキャリアで初めての世界王座獲得となり、試合後のリング上では人目をはばからず嬉し涙を流した。
7月18日、「K-1 DREAM '98」にてグラウベ・フェイトーザと対戦し、3度ダウンを奪って1RKO勝ち。
9月27日、「K-1 GRAND PRIX '98 開幕戦」でのGP1回戦でモーリス・スミスに判定勝ち。
12月13日、「K-1 GRAND PRIX '98 決勝戦」のGP準々決勝で、快進撃を続けていたフランシスコ・フィリォから2度ダウンを奪って3RKO勝ち。フィリォはこれが生涯初のKO負けとなった。準決勝ではピーター・アーツとの通算6度目の対戦で、1RKO負け。
1999年6月20日、「K-1 BRAVES '99」にてWAKO-PRO世界ムエタイスーパーヘビー級王座の初防衛戦でサム・グレコと対戦し、壮絶な激闘の末に判定負けで同王座から陥落。
10月3日、「K-1 GRAND PRIX '99 開幕戦」のGP1回戦でミルコ・クロコップと対戦し、ミルコの左ハイキックとパンチ連打で3度ダウンを奪われ、番狂わせの1RKO負け。ミルコはこの勝利をきっかけにスターダムへと駆け上がっていった。

### プロボクシング転向
ベルナルドがミルコに敗れた同日、ライバルのジェロム・レ・バンナがキックボクシングと並行してプロボクシングに参戦した後のK-1復帰初戦でマット・スケルトンに衝撃の1RKO勝ちを収めて大活躍し始めたのを目の当たりにしたことで、バンナを参考にしてベルナルドも2000年からプロボクシングに本格参戦することを決意。
2000年5月12日にはマイナー団体ではあるがプロボクシング団体・WBFの世界ヘビー級王座を獲得。
7月30日、「K-1 WORLD GP 2000 in NAGOYA」ではK-1の大会内でプロボクシング公式戦を戦った。
2001年6月8日、ピーター・マクニーリーに1RTKO勝ちでWBF世界ヘビー級王座の初防衛に成功。
1999年までは積極的に前に出て猪突猛進にパンチを振り回すファイトスタイルだったが、プロボクシング経験後はカウンターも駆使したスタイルへと変化した。

### 亡きアンディ・フグのためK-1復帰
その後もプロボクシングに専念する予定だったが、同年8月24日に盟友アンディ・フグが急死。そして生前のフグは、出場予定だったK-1 WORLD GP 2000 in FUKUOKAを欠場することを発表した際に「私の代わりにマイク・ベルナルドに出場してほしい」とコメントしていたことを受けて、ベルナルドはボクシングの試合やテレビ出演などの予定を全てキャンセルして、K-1に復帰し、同大会のGP予選トーナメントに出場。ユルゲン・クルト、アンドリュー・トムソン、ミルコ・クロコップを相手に3試合連続1ラウンドKO勝ちで優勝。これは当時のK-1トーナメント史上最短優勝記録となった。
亡きフグの代わりに同年のK-1 WORLD GP 2000優勝に向けて闘志を燃やしていたが、怪我によって無念の欠場となった。
2001年3月17日、「K-1 GLADIATORS 2001」でジェロム・レ・バンナと対戦。1ラウンド終了間際、ベルナルドの体を入れ替えての左右のフックがバンナの顔面に直撃し、1ラウンド終了のゴングが鳴っているにもかかわらず観客の大歓声でゴングの音がかき消され、レフェリーには聞こえず、ベルナルドはそのまま攻撃を続けてダウンを奪った。ダウンは無効となり、バンナのセコンドも、怪我をした状態では、やはり無理だったと感じて、抗議して試合を棄権させたため、一度は1ラウンドKO勝ちと判定されるも、検証の結果、ダウン後の攻撃であることを踏まえてノーコンテスト（無効試合）となった。
7月20日、「K-1 WORLD GP 2001 in NAGOYA」にてGP予選トーナメント1回戦でタケルにKO勝ち、準決勝でロイド・ヴァン・ダムに延長戦の末に判定勝ちするも、負傷のため決勝戦を棄権した。
10月8日、「K-1 WORLD GP 2001 in FUKUOKA」での敗者復活戦Bブロック1回戦でアダム・ワットに2度のダウンを奪われて大番狂わせの1RKO負け。打たれ強さが長所の一つだったベルナルドだが、この試合以降、長年のダメージの蓄積のため打たれ弱くなり、ダウンするシーンが目立つようになる。
12月8日、「K-1 WORLD GP 2001 決勝戦」のリザーブマッチでアダム・ワットと再戦し、判定勝ちでリベンジ成功。
2002年3月3日、「K-1 WORLD GP 2002 in NAGOYA」にてレイ・セフォーと対戦し、お互いにノーガードで殴り合ってダウンを奪い合う壮絶な激闘の末に判定負け。
8月17日、「K-1 WORLD GP 2002 in LAS VEGAS」にて、K-1のライバル団体PRIDEで活躍する総合格闘家ゲーリー・グッドリッジを相手にWORLD GP 開幕戦の出場権を懸けたワンマッチで対戦し、1RKO負け。最初のダウンを奪われた際にグッドリッジがダウン後も追撃をしてきたが、レフェリーの角田信朗は口頭注意のみに留めて、立ち上がった後のベルナルドに回復の時間を与えていないことをベルナルド陣営や主催者の石井和義らは批判した。また、この大会以降、長年所属していたスティーブスジムを離脱。
9月22日、「K-1 ANDY SPIRITS 〜JAPAN GP 決勝戦〜」にて、「勝てば13日後のK-1 WORLD GP開幕戦出場、負ければ即引退」という条件でトム・エリクソンと対戦し、先に2度ダウンを奪われながらも2度ダウンを奪い返して1RKO勝ち。
10月5日、「K-1 WORLD GP 2002 開幕戦」のGP1回戦で前年度GP王者のマーク・ハントと対戦し、再延長戦の末に判定負け。
12月31日、INOKI BOM-BA-YE 2002にてゲーリー・グッドリッジと再戦し、2度ダウンを奪って1RKO勝ちでリベンジ成功。前回の試合でダウンした後に殴れた恨みもあって、KO勝ち直後に倒れたグッドリッジの上に足を乗せて勝利をアピールする挑発行為をしてレフェリーからイエローカードを出される。その後、グッドリッジとは和解しており、お互いの公式サイトに応援メッセージを送り合うようにもなっている。
2003年5月30日、盟友アンディ・フグの母国スイスで開催された「K-1 WORLD GP 2003 in Basel」でWORLD GP開幕戦出場を懸けて前年度ベスト8のステファン"ブリッツ"レコと対戦し、判定負け。
7月13日、「K-1 WORLD GP in FUKUOKA」にてWORLD GP開幕戦出場を懸けてフランシスコ・フィリォと対戦するが、5ラウンドを通してお互いにカウンター狙いでほとんど手を出さない消極的なスタイルに終始し、結果はドロー。会場内には両者へのブーイングが響いた。
10月11日、「K-1 WORLD GP 2003 開幕戦」のGP1回戦でアレクセイ・イグナショフにローキックで2RKO負け。

### 現役引退
2004年3月27日、「K-1 WORLD GP 2004 in SAITAMA」にて、スティーブスジム時代の弟弟子であるヤン・"ザ・ジャイアント"・ノルキヤと対戦し、1RKO負け。敗れた直後、ノルキヤのセコンドであるスティーブスジムのスティーブ・カラコダが、ノルキヤの勝利を喜ぶよりも先にベルナルドの元へと駆けつけて介抱した。以後、不調の続くベルナルドは原点回帰すべくスティーブスジムに復帰。
6月26日、WORLD GP開幕戦出場のために、過去の栄光もプライドも捨てて、ジャパンGP予選に出場。優勝候補本命と目されたが、1回戦で富平辰文にKO負け。日本人相手に初の黒星となった。
11月6日、新日本キックボクシング協会主催の「TITANS 1st」において、1か月後にK-1 WORLD GP決勝大会出場を控えたガオグライ・ゲーンノラシンが出場することになり、この大会でガオグライが負ければガオグライに勝った選手を代わりにK-1 WGP決勝大会に出場させることを谷川貞治が示唆したため、最後の希望を懸けてベルナルドが対戦に名乗り挙げた。試合はパンチやキックだけでなく、滅多に打たないバックスピンキックまで放って勝利への執念を見せたベルナルドだったが、ガオグライの巧みな「マトリックス・ディフェンス」を崩すことはできず、互いに決定打を欠いたまま引き分けドロー。これがベルナルドの現役最後の試合となった。
その後も、悲願のK-1 WORLD GP初優勝を目指してトレーニングを続けていたが、2006年に現役引退を表明し、同年9月30日のK-1 WORLD GP 2006 開幕戦で引退セレモニーが行われた。
2007年に「K-1 JAPAN TRYOUT」においてアーネスト・ホーストと共にコーチを務め、日本人選手の育成に取り組み、南アフリカでチーム・ベルナルドの合宿も行なった。
現役引退後は、臨床心理学を学んで臨床心理士の資格を取得。心的外傷や薬物依存などの問題を抱えた若者のカウンセラーとして働いた。

### 死去
2012年2月14日、母国・南アフリカのケープタウンで死去。42歳没。自宅で亡くなっているのを家族によって発見された。死因は不明だったが、うつ病に罹患していたことから、現地では自殺であったとも伝えられた。

## エピソード
- スキンヘッドがトレードマーク。しかし、K-1参戦初期の頃は短髪で金髪だった。
- 剃刀メーカーシックの「プロテクター」のCMに出演し、「切れてなーい」のフレーズでお茶の間にも広く親しまれた。
- 日本で流行ったギャグ（「だっちゅーの」など）を披露するなど、明るくサービス精神旺盛なキャラクターで人気を博した[7]。
- 敬虔なクリスチャンとしても有名で[1]。試合用トランクスには十字架が描かれていた。また、バンテージチェック後マジックでバンテージにも十字架を書いていた。若い頃からキリスト教の教えに背いているアパルトヘイトに不快感を覚えていたという。
- 親日家で、日本で行った自身の結婚式では袴を着用し、夫人は文金高島田の出で立ちであった。また、引退セレモニーのスピーチも一部を日本語でコメントした。
- 来日した際に、施設で親がいない子供や障害を持った子供達と触れ合うことを自ら希望して行っていた[8]。
- 入場テーマ曲に自ら参加したSEALの「マイ・セルベイション」を使用していた[9]。
- 2005年に開催された愛知万博では、南アフリカ館親善大使に任命された。
- 弟のカール・ベルナルドもキックボクサーで、K-1のリングにもあがったことがある（K-1 REVENGE '96にて初来日。アーネスト・ホーストに2RKO負け）。
- K-1黎明期から共に活躍してきたアンディ・フグ、ピーター・アーツ、ジェロム・レ・バンナらとは良きライバルであり、友人でもある。前述のようにベルナルドのキャリアのターニング・ポイントには彼ら三人が関わっており、ベルナルド自身も彼らをライバル視する発言が多かった。また、ベルナルドの現役引退セレモニーが行なわれたK-1 WORLD GP 2006 開幕戦後のインタビューでは、「僕は結局K-1 WORLD GPで優勝できなかったけど、僕と同じ年にK-1デビューして今も初優勝を目指してるジェロムに僕がかなえられなかった夢を託すよ」とコメントしていた。
- 2004年12月31日に大阪ドームにて開催されたK-1 PREMIUM 2004 Dynamite!!には、K-1デビュー戦となったボビー・オロゴンの対戦相手として出場を予定していたものの、トレーニング中に首を負傷しドクターストップとなったため、出場辞退となった(代替の対戦相手はシリル・アビディ)。出場辞退は同年12月26日に放映された『さんまのSUPERからくりTV』(TBS)のボビー・オロゴンがレギュラー出演している『ファニエスト外語学院』にて、「ボビーの対戦相手が変更」として明かされた。

## 戦績

### ボクシング
| プロボクシング 戦績 | プロボクシング 戦績 | プロボクシング 戦績 | プロボクシング 戦績 | プロボクシング 戦績 | プロボクシング 戦績 | プロボクシング 戦績 |
| ------------------- | ------------------- | ------------------- | ------------------- | ------------------- | ------------------- | ------------------- |
| 13 試合             | (T)KO               | 判定                | その他              | 引き分け            | 無効試合            |                     |
| 11 勝               | 9                   |                     |                     | 1                   | 0                   |                     |
| 1 敗                |                     |                     |                     | 1                   | 0                   |                     |

### キックボクシング
| キックボクシング 戦績 | キックボクシング 戦績 | キックボクシング 戦績 | キックボクシング 戦績 | キックボクシング 戦績 | キックボクシング 戦績 | キックボクシング 戦績 |
| --------------------- | --------------------- | --------------------- | --------------------- | --------------------- | --------------------- | --------------------- |
| 77 試合               | (T)KO                 | 判定                  | その他                | 引き分け              | 無効試合              |                       |
| 54 勝                 | 42                    |                       |                       | 3                     | 2                     |                       |
| 18 敗                 | 12                    |                       |                       | 3                     | 2                     |                       |

| 勝敗 | 対戦相手                           | 試合結果                                        | 大会名                                                                                 | 開催年月日     |
| △    | ガオグライ・ゲーンノラシン         | 3R終了 判定1-0                                  | 新日本キックボクシング協会「TITANS 1st」                                               | 2004年11月6日  |
| ○    | ピーター・マエストロビッチ         | 5R終了 判定                                     | K-1 World Championships Basel 2004                                                     | 2004年9月18日  |
| ×    | 富平辰文                           | 1R 1:09 KO（左ハイキック）                      | K-1 WORLD GP 2004 in SHIZUOKA 【JAPAN GP 1回戦】                                       | 2004年6月26日  |
| ×    | ヤン"ザ・ジャイアント"ノルキヤ     | 1R 2:32 KO（3ノックダウン）                     | K-1 WORLD GP 2004 in SAITAMA                                                           | 2004年3月27日  |
| ○    | セルゲイ・グール                   | 2R KO                                           | K-1 FINAL FIGHT STARS WAR（クロアチア）                                                | 2003年10月31日 |
| ×    | アレクセイ・イグナショフ           | 2R 2:11 KO（右ローキック）                      | K-1 WORLD GP 2003 開幕戦 ALL STARS 【WORLD GP 1回戦】                                  | 2003年10月11日 |
| ○    | バタービーン                       | 2R 1:01 KO（右ハイキック）                      | K-1 SURVIVAL 2003 〜JAPAN GP 決勝戦〜                                                  | 2003年9月21日  |
| △    | フランシスコ・フィリォ             | 5R終了 判定1-0                                  | K-1 WORLD GP in FUKUOKA                                                                | 2003年7月13日  |
| ×    | ステファン"ブリッツ"レコ           | 5R終了 判定0-3                                  | K-1 WORLD GP 2003 in Basel                                                             | 2003年5月30日  |
| ○    | 中迫剛                             | 2R 1:01 TKO（タオル投入）                       | K-1 BEAST 2003 〜山形初上陸〜                                                          | 2003年4月6日   |
| ○    | ゲーリー・グッドリッジ             | 1R 2:12 KO（右フック）                          | INOKI BOM-BA-YE 2002【K-1ルール】                                                      | 2002年12月31日 |
| ×    | マーク・ハント                     | 3分3R+延長R終了 判定0-3                         | K-1 WORLD GP 2002 開幕戦 【WORLD GP 1回戦】                                            | 2002年10月5日  |
| ○    | トム・エリクソン                   | 1R 2:30 KO（右フック）                          | K-1 ANDY SPIRITS 〜JAPAN GP 決勝戦〜                                                   | 2002年9月22日  |
| ×    | ゲーリー・グッドリッジ             | 1R 1:38 TKO（レフェリーストップ）               | K-1 WORLD GP 2002 in LAS VEGAS                                                         | 2002年8月17日  |
| ×    | レイ・セフォー                     | 5R終了 判定0-3                                  | K-1 WORLD GP 2002 in NAGOYA                                                            | 2002年3月3日   |
| ○    | アダム・ワット                     | 3R終了 判定3-0                                  | K-1 WORLD GP 2001 決勝戦 【リザーブマッチ】                                            | 2001年12月8日  |
| ×    | アダム・ワット                     | 1R 2:27 KO（2ノックダウン）                     | K-1 WORLD GP 2001 in FUKUOKA 【敗者復活戦 Bブロック1回戦】                             | 2001年10月8日  |
| ○    | ロイド・ヴァン・ダム               | 延長R終了 判定2-0                               | K-1 WORLD GP 2001 in NAGOYA 【GP予選トーナメント 準決勝】                              | 2001年7月20日  |
| ○    | タケル                             | 2R 1:40 TKO（タオル投入）                       | K-1 WORLD GP 2001 in NAGOYA 【GP予選トーナメント 1回戦】                               | 2001年7月20日  |
| －   | ジェロム・レ・バンナ               | 1R終了時 無効試合（ゴング後の攻撃）             | K-1 GLADIATORS 2001                                                                    | 2001年3月17日  |
| ○    | 天田ヒロミ                         | 4R 1:32 TKO（タオル投入）                       | K-1 RISING 2001 〜四国初上陸〜                                                         | 2001年1月30日  |
| ○    | ミルコ・クロコップ                 | 1R 1:07 TKO（タオル投入）                       | K-1 WORLD GP 2000 in FUKUOKA 【GP予選トーナメント 決勝】                               | 2000年10月9日  |
| ○    | アンドリュー・トムソン             | 1R 0:34 TKO（ドクターストップ）                 | K-1 WORLD GP 2000 in FUKUOKA 【GP予選トーナメント 準決勝】                             | 2000年10月9日  |
| ○    | ユルゲン・クルト                   | 1R 2:24 KO（右フック）                          | K-1 WORLD GP 2000 in FUKUOKA 【GP予選トーナメント 1回戦】                              | 2000年10月9日  |
| ○    | セルジオ"ブラック・パンサー"エスペ | KO                                              | K-1 WORLD GP 〜アフリカ地区予選                                                        | 2000年9月3日   |
| －   | ジャスティン・フォーチュン         | 1R 1:03 無効試合（バッティング）                | K-1 WORLD GP 2000 in NAGOYA                                                            | 2000年7月30日  |
| ×    | ミルコ"クロコップ"フィリポビッチ   | 1R 1:20 KO（3ノックダウン：パンチ）             | K-1 GRAND PRIX '99 開幕戦 【GRAND PRIX 1回戦】                                         | 1999年10月3日  |
| ○    | ロニー・セフォー                   | 4R 1:24 KO（右フック）                          | K-1 SPIRITS '99                                                                        | 1999年8月22日  |
| ×    | サム・グレコ                       | 5R終了 判定0-3                                  | K-1 BRAVES '99 【WAKO PROムエタイ世界スーパーヘビー級タイトルマッチ】                  | 1999年6月20日  |
| ○    | 佐竹雅昭                           | 5R終了 判定3-0                                  | K-1 REVENGE '99                                                                        | 1999年4月25日  |
| ×    | ピーター・アーツ                   | 1R 2:53 TKO（2ノックダウン：右ストレート）      | K-1 GRAND PRIX '98 決勝戦 【GRAND PRIX 準決勝】                                        | 1998年12月13日 |
| ○    | フランシスコ・フィリォ             | 3R 1:35 TKO（2ノックダウン：右フック）          | K-1 GRAND PRIX '98 決勝戦 【GRAND PRIX 準々決勝】                                      | 1998年12月13日 |
| ○    | サダウ・ゲッソンリット             | 1R 2:00 TKO（右アッパー、タオル投入）           | K-1 JAPAN '98 〜神風〜                                                                 | 1998年10月28日 |
| ○    | モーリス・スミス                   | 5R終了 判定3-0                                  | K-1 GRAND PRIX '98 開幕戦 【GRAND PRIX 1回戦】                                         | 1998年9月27日  |
| ○    | アンドリュー・トムソン             | 1R 3:03 TKO（右ストレート）                     | K-1 BUSHIDO '98                                                                        | 1998年8月28日  |
| ○    | グラウベ・フェイトーザ             | 1R 1:42 TKO（3ノックダウン：右フック）          | K-1 DREAM '98                                                                          | 1998年7月18日  |
| ○    | ゴードン・マイナーズ               | 2R 2:05 KO（左フック）                          | K-1 KINGS '98 【WAKO PROムエタイ世界スーパーヘビー級タイトルマッチ】                   | 1998年4月9日   |
| ×    | ピーター・アーツ                   | 3R 1:17 KO（2ノックダウン：右ボディストレート） | K-1 GRAND PRIX '97 決勝戦 【GRAND PRIX 準々決勝】                                      | 1997年11月9日  |
| ○    | ブランコ・シカティック             | 1R 0:38 TKO（額負傷）                           | K-1 GRAND PRIX '97 開幕戦 【GRAND PRIX 1回戦】                                         | 1997年9月7日   |
| ×    | アンディ・フグ                     | 5R終了 判定                                     | K-1 FIGHT NIGHT '97 〜THE DECISION〜 【WKAムエタイ世界スーパーヘビー級タイトルマッチ】 | 1997年6月7日   |
| ×    | アーネスト・ホースト               | 4R 1:03 TKO（左フック）                         | K-1 BRAVES '97                                                                         | 1997年4月29日  |
| ○    | 佐竹雅昭                           | 2R 1:24 TKO（右フック）                         | K-1 KINGS '97                                                                          | 1997年3月16日  |
| △    | スタン・ザ・マン                   | 5R終了 判定1-0                                  | K-1 HERCULES '96                                                                       | 1996年12月8日  |
| ○    | ピーター・アーツ                   | 3R 2:37 KO（右フック）                          | K-1 STAR WARS '96                                                                      | 1996年10月8日  |
| ○    | ピーター・アーツ                   | 1R 2:21 反則（急所攻撃）                        | K-1 REVENGE '96                                                                        | 1996年9月1日   |
| ×    | アンディ・フグ                     | 2R 1:18 KO（フグトルネード）                    | K-1 GRAND PRIX '96 決勝戦 【GRAND PRIX 決勝】                                          | 1996年5月6日   |
| ○    | ムサシ（武蔵）                     | 3R終了 判定3-0                                  | K-1 GRAND PRIX '96 決勝戦 【GRAND PRIX 準決勝】                                        | 1996年5月6日   |
| ○    | ピーター・アーツ                   | 3R 0:13 KO（左フック）                          | K-1 GRAND PRIX '96 決勝戦 【GRAND PRIX 準々決勝】                                      | 1996年5月6日   |
| ○    | ジェフ・ルーファス                 | 2R 1:37 TKO（3ノックダウン：右フック）          | K-1 GRAND PRIX '96 開幕戦 【GRAND PRIX 1回戦】                                         | 1996年3月10日  |
| ×    | ピーター・アーツ                   | 1R 0:40 KO（右フック）                          | K-1 HERCULES                                                                           | 1995年12月9日  |
| ○    | アンディ・フグ                     | 2R 2:43 TKO（右ストレート）                     | K-1 REVENGE II                                                                         | 1995年9月3日   |
| ×    | ジェロム・レ・バンナ               | 2R 3:05 KO（右ローキック）                      | K-1 GRAND PRIX '95 決勝戦 【GRAND PRIX 準決勝】                                        | 1995年5月4日   |
| ○    | スタン・ザ・マン                   | 3R 1:42 KO（右ハイキック）                      | K-1 GRAND PRIX '95 決勝戦 【GRAND PRIX 準々決勝】                                      | 1995年5月4日   |
| ○    | アンディ・フグ                     | 3R 2:39 TKO（タオル投入）                       | K-1 GRAND PRIX '95 開幕戦 【GRAND PRIX 1回戦】                                         | 1995年3月3日   |
| ×    | ジェロム・レ・バンナ               | 判定0-3                                         | ISKAインターコンチネンタルスーパーヘビー級王座戦                                       | 1994年         |

### 総合格闘技
| 総合格闘技 戦績 | 総合格闘技 戦績 | 総合格闘技 戦績 | 総合格闘技 戦績 | 総合格闘技 戦績 | 総合格闘技 戦績 | 総合格闘技 戦績 |
| --------------- | --------------- | --------------- | --------------- | --------------- | --------------- | --------------- |
| 1 試合          | (T)KO           | 一本            | 判定            | その他          | 引き分け        | 無効試合        |
| 0 勝            | 0               | 0               | 0               | 0               | 1               | 0               |
| 0 敗            | 0               | 0               | 0               | 0               | 1               | 0               |

| 勝敗 | 対戦相手 | 試合結果           | 大会名               | 開催年月日     |
| △    | 高田延彦 | 3分3R終了 時間切れ | INOKI BOM-BA-YE 2001 | 2001年12月31日 |

## 獲得タイトル
- 第10代WBF世界ヘビー級王座
- ワールド・オリンピック・キックボクシングスーパーヘビー級王座
- 第3代WAKO PROムエタイ世界スーパーヘビー級王座
- WKAムエタイ世界スーパーヘビー級王座
- K-1 GRAND PRIX '96 準優勝
- K-1 WORLD GP 2000 in FUKUOKA 優勝